# Avon (Illinois)
Avon – wieś w Stanach Zjednoczonych, w stanie Illinois, w hrabstwie Warren.